# Родники (Иглинский район)
Родники (баш. Родники) — деревня в Иглинском районе Республики Башкортостан Российской Федерации. Входит в состав Ивано-Казанского сельсовета.

## География

### Географическое положение
Расстояние до:
- районного центра (Иглино): 37 км,
- центра сельсовета (Ивано-Казанка): 7 км,
- ближайшей ж/д станции (Иглино): 37 км.

## Население
| 2002 | 2009 | 2010 |
| ---- | ---- | ---- |
| 107  | ↗112 | ↘84  |

Национальный состав
Согласно переписи 2002 года, преобладающая национальность — чуваши (54 %).